# Ferhat Görgülü
Ferhat Görgülü (Veendam, 28 ottobre 1991) è un calciatore olandese naturalizzato turco, difensore dello Zwarte Leeuw.

## Caratteristiche tecniche
È un difensore centrale.

## Carriera
Ha esordito fra i professionisti il 4 marzo 2011 disputando con il Veendam l'incontro di Eerste Divisie vinto 4-1 contro il Fortuna Sittard.